# Полтавамаш
Полтавский машиностроительный завод «Полтавамаш» (укр. Полтавський машинобудівний завод «Полтавамаш») — промышленное предприятие в Киевском районе города Полтава.

## История

### 1951 - 1991
Предприятие было введено в эксплуатацию в 1951 году как полтавский машиностроительный завод мясного оборудования.
Уже в 1952 году завод отправил первую продукцию в другие города: генератор для производства мороженого в Калугу, пять парообразователей для производства технологического пара на предприятия БССР и конвейерную установку для механической обработки птицы в Воронеж.
В 1986 году в результате объединения полтавского завода мясного оборудования и полтавского завода "Продмаш" было создано производственное объединение "Полтавамаш", специализацией которого стало создание и производство технологического оборудования для мясоперерабатывающей промышленности. Головным предприятием стал полтавский завод мясного оборудования, также в состав производственного объединения вошли карловский механический завод, карловский машиностроительный завод и хорольский механический завод.
По состоянию на начало 1989 года, предприятие выпускало свыше 100 наименований продукции, в основном - машины для тепловой обработки птицы и оборудование для переработки мяса. Кроме того, завод изготавливал товары народного потребления - автомобильные гаражи, телевизионные антенны и детские игрушки. Выпускаемое оборудование использовали мясокомбинаты и птицефабрики всех республик СССР, а также предприятия НРБ, Кубы и МНР. Часть выпускаемой продукции соответствовала мировым образцам, однако для выпуска качественно нового технологического оборудования требовалось провести техническое перевооружение предприятия.
На балансе предприятия находились объекты социальной инфраструктуры: общежития и столовая на 300 мест.

### После 1991
После провозглашения независимости Украины завод был преобразован в открытое акционерное общество и частично изменил ассортимент выпускаемой продукции.
2004 год «Полтавамаш» закончил с чистой прибылью 1,2 млн. гривен, увеличив объёмы производства в сопоставимых ценах на 3% по сравнению с 2003 годом (до 10,9 млн. гривен), однако в связи с подорожанием энергоносителей, металла, комплектующих деталей и сокращением спроса на продукцию предприятия сократил производство в 2005 году на 8% в сопоставимых ценах (до 10,028 млн. гривен).
В 2005 году завод выпускал более 200 видов технологического оборудования для птице- и мясопереработки, в том числе оборудование для переработки птицы и забоя скота, для переработки отходов и конфискатов, для переработки кишок и производства животных жиров, а также теплоэнергетическое оборудование, в том числе различные котлы (для переработки кормов, пастеризации молока, горячего водоснабжения и отопления с использованием бойлера) и более 90 наименований товаров народного потребления.
18 июля 2006 года "Полтавамаш" продал часть комплекса зданий предприятия общей площадью 22 тыс. м² одной из крупнейших украинских сетей розничной торговли "Велика Кишеня".
В 2008 году завод разработал и освоил выпуск нового образца технологического оборудования - блокорезки ФБМ, а также осуществил обновление производственных мощностей: были реконструированы цеха и заводская кузница, установлены пять новых токарных станков и проведена модернизация одного токарного станка с ЧПУ.
В январе 2009 года начальник производства "Полтавамаш" И. Храменков сообщил в интервью, что предприятие способно производить 250 наименований технологического оборудования и запасных частей, а также разрабатывает ещё несколько образцов (позднее, 5 сентября 2009 года на организованной министерством промышленной политики Украины выставке "Техніка та обладнання для сільськогосподарських обслуговуючих кооперативів" завод представил электропилу К7-ФПТ, универсальную машину для обработки кишок ФОК, волчок К7-ФВП-82, центрифугу К7-ФЦЛ-100М50, монорельс К7-ФЦУ/1-11 и станок для удержания свиней К7-ЗС).
В начале июля 2010 года на сессии Полтавского городского совета было утверждено решение о передаче общежитий ОАО "Полтавамаш" в коммунальную собственность города.
В 2012–2013 годы предприятие инвестировало средства в технологическое перевооружение - были куплены пять металлообрабатывающих центров японского производства, первые три из которых были введены в эксплуатацию в течение 2013 года.
По состоянию на начало 2014 года, завод входил в перечень ведущих промышленных предприятий Полтавы и являлся одним из главных производителей технологического оборудования для мясоперерабатывающей промышленности на территории Украины.
В первом полугодии 2016 года хозяйственное положение предприятия осложнилось, завод сократил объемы производства на 29,4 %.